# Caloire
Çaloire [salwaʁ] eller Caloire (som är den officiella stavningen av Insee) är en kommun i departementet Loire i regionen Auvergne-Rhône-Alpes i centrala Frankrike. Kommunen ligger i kantonen Firminy som tillhör arrondissementet Saint-Étienne. År 2022 hade Caloire 322 invånare.

## Befolkningsutveckling
Antalet invånare i kommunen Çaloire
| Referens: INSEE |